# Schwimmeuropameisterschaften 1989
Die 19. Schwimmeuropameisterschaften fanden vom 15. August bis 20. August 1989 in Bonn statt und wurden von der Ligue Européenne de Natation (LEN) veranstaltet.
Die Schwimmeuropameisterschaften 1989 beinhalteten Wettbewerbe im Schwimmen, Kunst- und Turmspringen, Synchronschwimmen, sowie die beiden Wasserballturniere. Die Wettkämpfe wurden im Römerbad im Ortsteil Bonn-Castell veranstaltet.
Die Freiwasser-Wettbewerbe fanden in Stari Gradi (Kroatien) statt.

## Beckenschwimmen

### Ergebnisse Männer
| Wettbewerb                 | Gold                                          | Gold     | Silber                                         | Silber   | Bronze                                       | Bronze   |
| -------------------------- | --------------------------------------------- | -------- | ---------------------------------------------- | -------- | -------------------------------------------- | -------- |
| 50 m Freistil              | Wolodymyr Tkatschenko Sowjetunion             | 22.64    | Yevgeniy Kotryaga Sowjetunion                  | 22.67    | Nils Rudolph Deutschland                     | 22.76    |
| 100 m Freistil             | Giorgio Lamberti Italien                      | 49.24    | Yuriy Bashkatov Sowjetunion                    | 50.13    | Raimundas Mažuolis Sowjetunion               | 50.15    |
| 200 m Freistil             | Giorgio Lamberti Italien                      | 1:46.69  | Artur Wojdat Polen                             | 1:47.96  | Anders Holmertz Schweden                     | 1:48.06  |
| 400 m Freistil             | Artur Wojdat Polen                            | 3:47.78  | Stefan Pfeiffer Deutschland                    | 3:48.68  | Mariusz Podkoscielny Polen                   | 3:49.29  |
| 1500 m Freistil            | Jörg Hoffmann Deutsche Demokratische Republik | 15:01.52 | Stefan Pfeiffer Deutschland                    | 15:01.93 | Mariusz Podkoscielny Polen                   | 15:19.29 |
| 100 m Rücken               | Martín López-Zubero Spanien                   | 56.44    | Sergei Sabolotnow Sowjetunion                  | 56.45    | Dirk Richter Deutsche Demokratische Republik | 56.52    |
| 200 m Rücken               | Stefano Battistelli Italien                   | 1:59.96  | Wladimir Selkow Sowjetunion                    | 2:00.02  | Tino Weber Deutsche Demokratische Republik   | 2:00.54  |
| 100 m Brust                | Adrian Moorhouse Großbritannien               | 1:01.71  | Dmitri Wolkow Sowjetunion                      | 1:01.94  | Nick Gillingham Großbritannien               | 1:02.12  |
| 200 m Brust                | Nick Gillingham Großbritannien                | 2:12.90  | Gary O’Toole Irland                            | 2:15.73  | József Szabó Ungarn                          | 2:16.05  |
| 100 m Schmetterling        | Rafał Szukała Polen                           | 54.47    | Bruno Gutzeit Frankreich                       | 54.50    | Martin Herrmann Deutschland                  | 54.54    |
| 200 m Schmetterling        | Tamás Darnyi Ungarn                           | 1:58.87  | Rafał Szukała Polen                            | 2:00.62  | Matjaž Koželj Jugoslawien                    | 2:00.73  |
| 200 m Lagen                | Tamás Darnyi Ungarn                           | 2:01.03  | Raik Hannemann Deutsche Demokratische Republik | 2:03.07  | Josef Hladký Tschechoslowakei                | 2:03.21  |
| 400 m Lagen                | Tamás Darnyi Ungarn                           | 4:15.25  | Patrick Kühl Deutsche Demokratische Republik   | 4:16.08  | Stefano Battistelli Italien                  | 4:19.13  |
| 4 × 100 m Freistil Staffel | Deutschland                                   | 3:19.68  | Frankreich                                     | 3:19.73  | Schweden                                     | 3:19.76  |
| 4 × 200 m Freistil Staffel | Italien                                       | 7:15.39  | Deutschland                                    | 7:17.38  | Deutsche Demokratische Republik              | 7:17.79  |
| 4 × 100 m Lagen Staffel    | Sowjetunion                                   | 3:41.44  | Frankreich                                     | 3:43.09  | Italien                                      | 3:43.14  |

### Ergebnisse Frauen
| Wettbewerb                 | Gold                                              | Gold    | Silber                                            | Silber  | Bronze                                         | Bronze  |
| -------------------------- | ------------------------------------------------- | ------- | ------------------------------------------------- | ------- | ---------------------------------------------- | ------- |
| 50 m Freistil              | Catherine Plewinski Frankreich                    | 25.63   | Daniela Hunger Deutsche Demokratische Republik    | 25.64   | Katrin Meißner Deutsche Demokratische Republik | 25.87   |
| 100 m Freistil             | Katrin Meißner Deutsche Demokratische Republik    | 55.38   | Manuela Stellmach Deutsche Demokratische Republik | 55.40   | Marianne Muis Niederlande                      | 55.61   |
| 200 m Freistil             | Manuela Stellmach Deutsche Demokratische Republik | 1:58.93 | Marianne Muis Niederlande                         | 1:59.96 | Mette Jacobsen Dänemark                        | 2:00.35 |
| 400 m Freistil             | Anke Möhring Deutsche Demokratische Republik      | 4:05.84 | Heike Friedrich Deutsche Demokratische Republik   | 4:10.14 | Manuela Melchiorri Italien                     | 4:10.89 |
| 800 m Freistil             | Anke Möhring Deutsche Demokratische Republik      | 8:23.99 | Astrid Strauß Deutsche Demokratische Republik     | 8:28.24 | Irene Dalby Norwegen                           | 8:28.59 |
| 100 m Rücken               | Kristin Otto Deutsche Demokratische Republik      | 1:01.86 | Krisztina Egerszegi Ungarn                        | 1:02.44 | Anja Eichhorst Deutsche Demokratische Republik | 1:03.10 |
| 200 m Rücken               | Dagmar Hase Deutsche Demokratische Republik       | 2:12.46 | Krisztina Egerszegi Ungarn                        | 2:12.61 | Kristin Otto Deutsche Demokratische Republik   | 2:14.29 |
| 100 m Brust                | Susanne Börnike Deutsche Demokratische Republik   | 1:09.55 | Tania Dangalakova Bulgarien                       | 1:09.65 | Manuela Dalla Valle Italien                    | 1:10.39 |
| 200 m Brust                | Susanne Börnike Deutsche Demokratische Republik   | 2:27.77 | Brigitte Becue Belgien                            | 2:29.94 | Jelena Wolkowa Sowjetunion                     | 2:29.95 |
| 100 m Schmetterling        | Catherine Plewinski Frankreich                    | 59.08   | Jacqueline Jakob Deutsche Demokratische Republik  | 1:00.42 | Kathleen Nord Deutsche Demokratische Republik  | 1:00.81 |
| 200 m Schmetterling        | Kathleen Nord Deutsche Demokratische Republik     | 2:09.33 | Jacqueline Jakob Deutsche Demokratische Republik  | 2:10.94 | Mette Jacobsen Dänemark                        | 2:12.63 |
| 200 m Lagen                | Daniela Hunger Deutsche Demokratische Republik    | 2:13.26 | Marianne Muis Niederlande                         | 2:15.85 | Mildred Muis Niederlande                       | 2:17.23 |
| 400 m Lagen                | Daniela Hunger Deutsche Demokratische Republik    | 4:41.82 | Krisztina Egerszegi Ungarn                        | 4:44.75 | Grit Müller Deutsche Demokratische Republik    | 4:46.06 |
| 4 × 100 m Freistil Staffel | Deutsche Demokratische Republik                   | 3:42.46 | Niederlande                                       | 3:43.66 | Deutschland                                    | 3:46.15 |
| 4 × 200 m Freistil Staffel | Deutsche Demokratische Republik                   | 7:58.54 | Niederlande                                       | 8:08.00 | Italien                                        | 8:10.49 |
| 4 × 100 m Lagen Staffel    | Deutsche Demokratische Republik                   | 4:07.40 | Italien                                           | 4:10.78 | Niederlande                                    | 4:11.53 |

## Kunst- und Turmspringen

### Ergebnisse Männer
| Wettbewerb | Gold                            | Silber                                     | Bronze                                     |
| ---------- | ------------------------------- | ------------------------------------------ | ------------------------------------------ |
| 1 m        | Edwin Jongejans Niederlande     | Waleri Stazenko Sowjetunion                | Alexander Gladtschenko Sowjetunion         |
| 3 m        | Albin Killat Deutschland        | Alexander Gladtschenko Sowjetunion         | Jan Hempel Deutsche Demokratische Republik |
| 10 m       | Giorgi Tschogowadse Sowjetunion | Jan Hempel Deutsche Demokratische Republik | Wladimir Timoschinin Sowjetunion           |

### Ergebnisse Frauen
| Wettbewerb | Gold                                       | Silber                                       | Bronze                                       |
| ---------- | ------------------------------------------ | -------------------------------------------- | -------------------------------------------- |
| 1 m        | Irina Lashko Sowjetunion                   | Brita Baldus Deutsche Demokratische Republik | Marina Babkowa Sowjetunion                   |
| 3 m        | Marina Babkowa Sowjetunion                 | Brita Baldus Deutsche Demokratische Republik | Swjatlana Aljaksejeuna Sowjetunion           |
| 10 m       | Ute Wetzig Deutsche Demokratische Republik | Ynha Afonyna Sowjetunion                     | Jana Eichler Deutsche Demokratische Republik |

## Synchronschwimmen
| Wettbewerb | Gold                                           | Silber                                           | Bronze                          |
| ---------- | ---------------------------------------------- | ------------------------------------------------ | ------------------------------- |
| Einzel     | Khristina Falasinidi Sowjetunion               | Karine Schuler Frankreich                        | Karin Singer Schweiz            |
| Duett      | Marianne Aeschbacher Karine Schuler Frankreich | Mariya Cheryayeva Yelena Frocheskaya Sowjetunion | Edith Boss Karin Singer Schweiz |
| Gruppe     | Frankreich                                     | Sowjetunion                                      | Schweiz                         |

## Wasserball

### Ergebnisse Männer
| Wettbewerb | Gold        | Silber      | Bronze  |
| ---------- | ----------- | ----------- | ------- |
| Mannschaft | Deutschland | Jugoslawien | Italien |

### Ergebnisse Frauen
| Wettbewerb | Gold        | Silber | Bronze     |
| ---------- | ----------- | ------ | ---------- |
| Mannschaft | Niederlande | Ungarn | Frankreich |